# Villa sabina
Villa sabina är en tvåvingeart som först beskrevs av Osten Sacken 1887.  Villa sabina ingår i släktet Villa och familjen svävflugor. Inga underarter finns listade i Catalogue of Life.